# Världsmästerskapen i skidflygning 1979
Världsmästerskapen i skidflygning 1979 hoppades i Letalnica i Planica, SR Slovenien , Jugoslavien efter att Planica även arrangerat premiären 1972.

## Individuellt
- 17-18 mars 1979

| Medalj | Hoppare                     | Poäng |
| Guld   | Armin Kogler (Österrike)    | 741.5 |
| Silver | Axel Zitzmann (Östtyskland) | 736.0 |
| Brons  | Piotr Fijas (Polen)         | 704.5 |

## Medaljfördelning
| Rank | Nation      | Guld | Silver | Brons | Totalt |
| ---- | ----------- | ---- | ------ | ----- | ------ |
| 1    | Österrike   | 1    | 0      | 0     | 1      |
| 2    | Östtyskland | 0    | 1      | 0     | 1      |
| 3    | Polen       | 0    | 0      | 1     | 1      |